# Principat de Transsilvània (1711–1867)
El Principat de Transsilvània, des de 1765 el Gran Principat de Transsilvània, va ser un regne de la corona hongaresa i des de 1804 una corona austríaca governada pels monarques dels Habsburg i dels Habsburg-Lorena de la Monarquia dels Habsburg (més tard Imperi austríac). Durant la Revolució Hongaresa de 1848, el govern hongarès va proclamar la unió amb Transsilvània a les lleis d'abril de 1848 (després de la confirmació de la Dieta Transilvana el 30 de maig i l'aprovació del rei el 10 de juny convertir-se en una part integral d'Hongria). Després del fracàs de la revolució, la Constitució d'Àustria de març va decretar que el Principat de Transsilvània fos una terra de la corona independent totalment independent d'Hongria. El 1867, com a conseqüència del Compromís Austrohongarès, el principat es va reunir amb Hongria pròpiament dita.

## Història

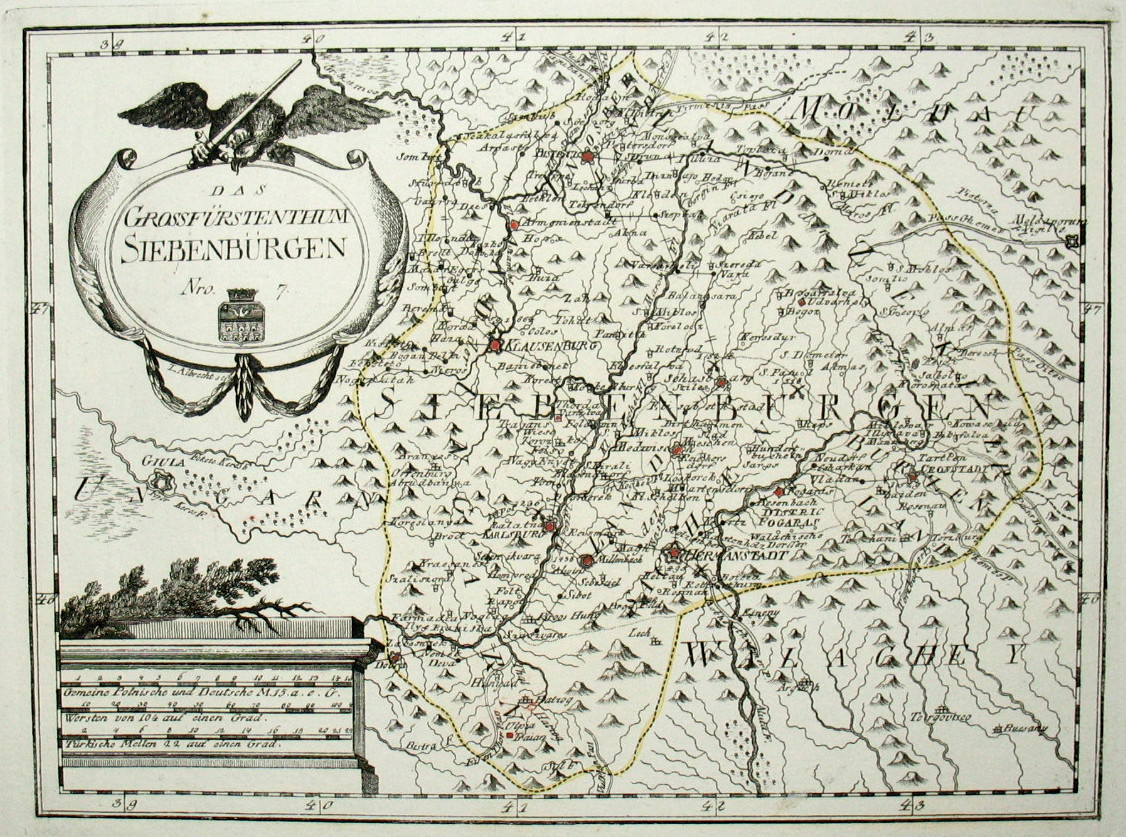
Gran Principat de Transsilvània el 1791

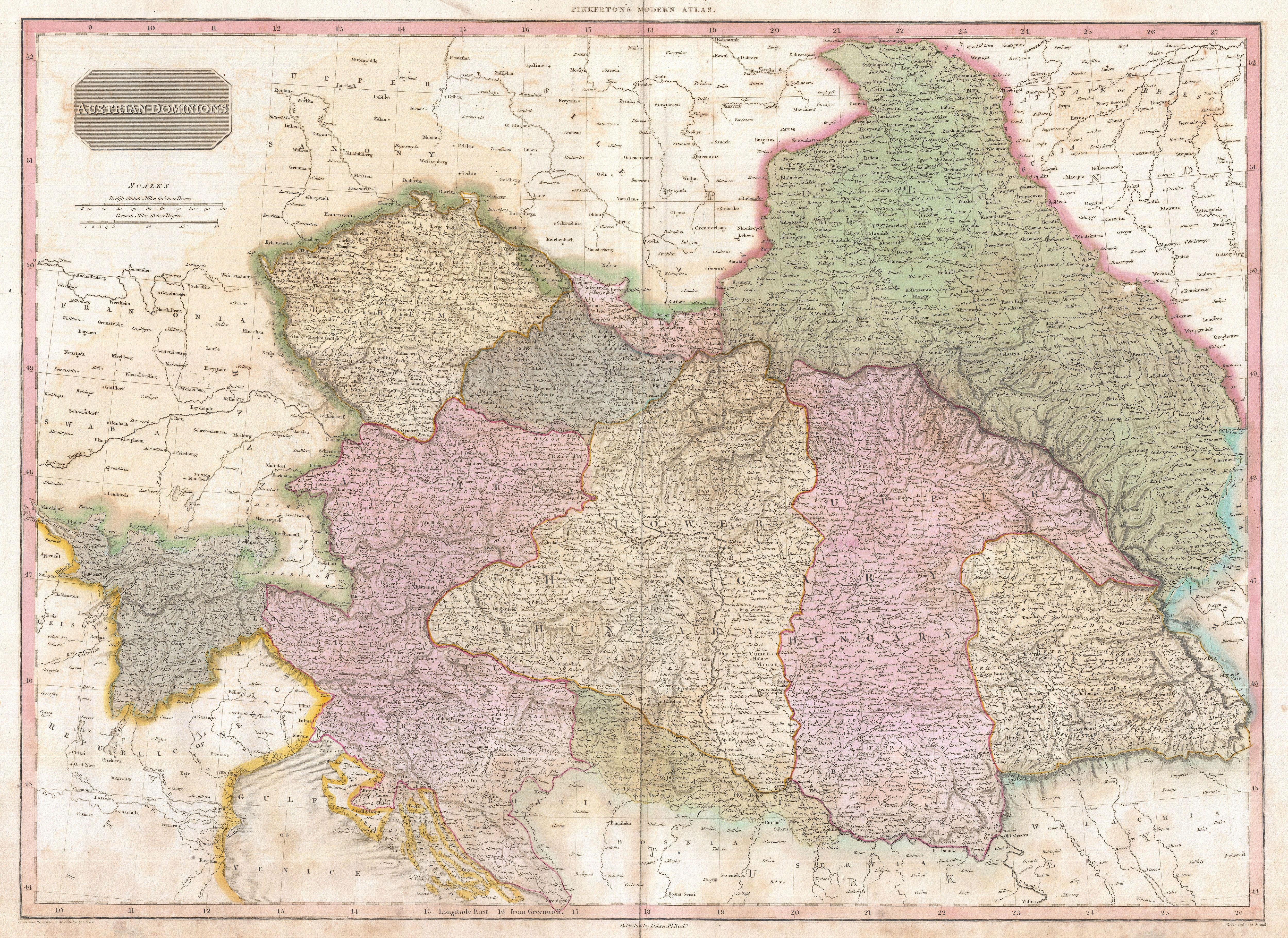
Transsilvània (en groc - costat dret) al mapa del districte militar de l'Imperi austríac (1818)

A la Gran Guerra de Turquia, l'emperador dels Habsburg Leopold I havia ocupat el vassall otomà principat de Transsilvània i va obligar el príncep Miquel I Apafi a reconèixer el seu domini en la seva condició de rei d'Hongria. En morir Apafi el 1690, l'emperador Leopold va decretar el Diploma Leopoldinum, que afiliava el territori transilvani a la monarquia dels Habsburg. El 1697, el fill i hereu de Miquel, el príncep Miquel II Apafi, finalment va renunciar a Transsilvània a favor de Leopold; el trasllat a les terres dels Habsburg va ser confirmat pel tractat de Karlowitz de 1699 entre la Lliga Santa i l'Imperi Otomà.
Després que la Guerra d'Independència de Rákóczi fracassés, la pau de Szatmár es va concloure el 1711: es va consolidar el control de la Transsilvània dels Habsburg i es van substituir els Prínceps de Transsilvània per governadors imperials dels Habsburg (Gubernatoren). El 1765 Maria Teresa i el seu fill l'emperador Josep II van proclamar el Gran Principat de Transsilvània, consolidant l'estatus especial de Transsilvània dins de la monarquia dels Habsburg, establerta pel Diploma Leopoldinum el 1691.
A partir del 1734, el sud de Transsilvània es va convertir en la zona d'assentament dels expulsats landers transilvans de parla alemanya, criptoprotestants de les terres hereditàries dels Habsburg de l'alta Àustria, Estíria i Caríntia, que van ser exiliats al lloc més oriental de la monarquia dels Habsburg. La zona al voltant de Sibiu (Hermannstadt) havia estat colonitzada per saxons transsilvans des de l'època medieval; aquí els landers es van haver d'establir en regions devastades durant la Gran Guerra de Turquia.
La majoria de la població de Transsilvània era romanesa, molts d'ells camperols que treballaven per a magnats hongaresos sota les precàries condicions de servitud. La revolta d'Horea, Cloșca i Crișan de 1784, però, i totes les demandes d'igualtat política no van servir de res.
Durant la Revolució de 1848, els insurrectes hongaresos van demanar la reunificació de Transsilvània amb Hongria – oposada pels revolucionaris romanesos (valacs) liderats per Avram Iancu – però també per l'abolició de la servitud. Les lleis d'abril de 1848 van proclamar la reunificació, però després d'haver esclafat la revolta hongaresa, Transsilvània va romandre sota administració militar durant diversos anys i la Constitució d'Àustria de març va definir el Principat de Transsilvània com una terra de la corona independent d'Hongria.
El 1853, la frontera militar transsilvana, que existia a partir del 1762, va ser abolida i es va incorporar de nou a Transsilvània.
El 19 de novembre de 1865, la Dieta transsilvana va votar per afiliar-se a Hongria. Amb el posterior Compromís austrohongarès (Ausgleich), es va acabar la condició autònoma de segles de la noblesa hongaresa, els sículs i els saxons transsilvans i el Gran Principat de Transsilvània es va incorporar a Hongria pròpiament dita dins de la Monarquia Dual, codificada el 6 de desembre de 1868.

## Fronteres
Abans de la seva abolició el 1867, el Principat de Transsilvània limitava amb el Regne Habsburg d'Hongria al nord-oest i l'oest, la Bucovina dels Habsburg al nord-est, la frontera militar dels Habsburg al sud-oest i els principats units de Moldàvia i Valàquia al sud i l'est.

## Demografia
| Curs      | Total             | Romanesos | Hongaresos i sículs | Alemanys | Notes                                               |
| --------- | ----------------- | --------- | ------------------- | -------- | --------------------------------------------------- |
| 1700      | ~ 500.000         | ~ 50%     | ~ 30%               | ~ 20%    | Estimació de Benedek Jancsó                         |
| 1700      | ~ 800.000-865.000 |           |                     |          | Estimacions recents                                 |
| 1712-1713 |                   | 34%       | 47%                 | 19%      | Pressupost oficial                                  |
| 1720      | 806.221           | 49,6%     | 37,2%               | 12,2%    | Estimació de Károly Kocsis & Eszter Kocsisné Hodosi |
| 1721      | -                 | 48,28%    | 36,09%              | 15,62%   | Estimació d'Ignác Acsády                            |
| 1730      | ~ 725.000         | 57,9%     | 26,2%               | 15,1%    | Estadístiques austríaques                           |
| 1765      | ~ 1.000.000       | 55,9%     | 26%                 | 12%      | Estimació de Bálint Hóman i Gyula Szekfü            |
| 1773      | 1.066.017         | 63,5%     | 24,2%               | 12,3%    |                                                     |
| 1784      | 1.440.986         | -         | -                   | -        | Cens oficial                                        |
| 1790      | 1.465.000         | 50,8%     | 30,4%               | -        |                                                     |
| 1835      | -                 | 62,3%     | 23,3%               | 14,3%    |                                                     |
| 1850      | 2.073.372         | 59,1%     | 25,9%               | 9,3%     |                                                     |